# Taphrocephala polita
Taphrocephala polita är en skalbaggsart som beskrevs av Max Quedenfeldt 1888. Taphrocephala polita ingår i släktet Taphrocephala och familjen Melolonthidae. Inga underarter finns listade i Catalogue of Life.